# Ácido dimercaptosuccínico
El ácido dimercaptosuccínico, conocido también como DMSA o succimer, es un compuesto disulfhidrilo, es decir, con dos grupos sulfhidrilo que es de utilidad en medicina y toxicología en casos de intoxicación por mercurio, arsénico y plomo. Se administra en la forma de succímero para mayor estabilidad.

## Propiedades
El ácido dimercaptosuccínico es un agente quelante que por su estructura química posee efectos farmacológicos similares al dimercaprol en virtud de los dos radicales sulfhidrilo, (dos átomos de azufre) por lo que cae en la categoría de los ditioles. 

## Acción quelante
Los grupos sulfhidrilos del fármaco forman complejos de anillos heterocíclicos con los metales pesados evitando de este modo su unión a los ligandos endógenos del cuerpo. La excreción de los quelatos y los metabolitos inactivos se excretan por vía urinaria y heces fecales

## Ventajas
Las ventajas del fármaco son que puede administrarse por la vía oral y que tiene una menor toxicidad en comparación al dimercaprol que es inyectable, lo que lo hace más cómodo de usar en la terapéutica. Como agente quelante, el ácido dimercaptosuccínico no solo es eficaz en la terapia contra el envenenamiento por mercurio, sino también se emplea para el tratamiento de intoxicación por arsénico y plomo.
Además tiene una baja afinidad por metales esenciales como Zinc, Cobre y Hierro.

## Indicaciones
- Con el cloruro de mercurio, el ácido dimercaptosuccínico forma mercapturos en una reacción que es reversible.
- En la dermatitis arsenical de tipo exfoliativo, el fármaco promueve una terapéutica de buena respuesta.
- Se emplea en la intoxicación leve por oro tras una crisoterapia.
- Puede usarse en encefalopatía por plomo, aunque se prefiere el uso de dimercaprol ya que no se ha establecido su eficacia.
- Otros metales que son antagonizados por el medicamento son el zinc y el cobre

## Advertencias
Al igual que con el dimercaprol, el uso del medicamento se contraindica en el envenenamiento por cadmio porque puede precipitar nefrotoxicidad. No puede usarse tampoco en envenenamiento por arsina (hidruro de arsénico, AsH3) ya que no posee efectos sobre la hemólisis ni sobre la función renal malograda. En la intoxicación por uranio, selenio y hierro deberá evitarse el uso del ácido dimercaptosuccínico ya que forma complejos con mayor toxicidad que los metales mismos. Las personas que toman hierro como complemento deben dejar de tomarlo, y tras la terapéutica, retrasar la ingesta hasta por 24 horas. SI la concentración de plomo en sangre es mayor a 70 mcg/dl, debe tratarse con CaNa2EDTA.
A las personas que puedan presentar hipersensibilidad al fármaco se le deberá retirar el medicamento.

## Efectos secundarios
Dentro de los efectos adversos se han observado estupor, náuseas, vómito e hipertensión sobre todo a dosis excesivas. Algunos pacientes han presentado taquicardia, cefalea y ansiedad.

## Otros usos
Desde finales de los ochenta del siglo pasado, la gammagrafia cortical renal con ácido dimercaptosuccínico marcado con tecnecio 99 se ha empleado como método para el diagnóstico y seguimiento de la infección urinaria en niños. Hoy día es el procedimiento más sensible para establecer el diagnóstico de pielonefritis aguda.
Las Indicaciones terapéuticas según el Vademécum incluyen la Gammagrafía renal (imágenes planares o tomográficas) para evaluar: morfología de la corteza renal, función renal individual, localización del riñón ectópico.

## Presentaciones
El ácido dimercaptosuccínico se presenta en forma de cápsulas conteniendo 100 mg.

## Productos no oficiales
Existen productos a la venta que mencionan contener ácido dimercaptosuccínico. Estos productos no están estandarizados ni garantizan la pureza y calidad farmacéutica sobre la base de las farmacopeas legales de cada país.